# Alfred Tode

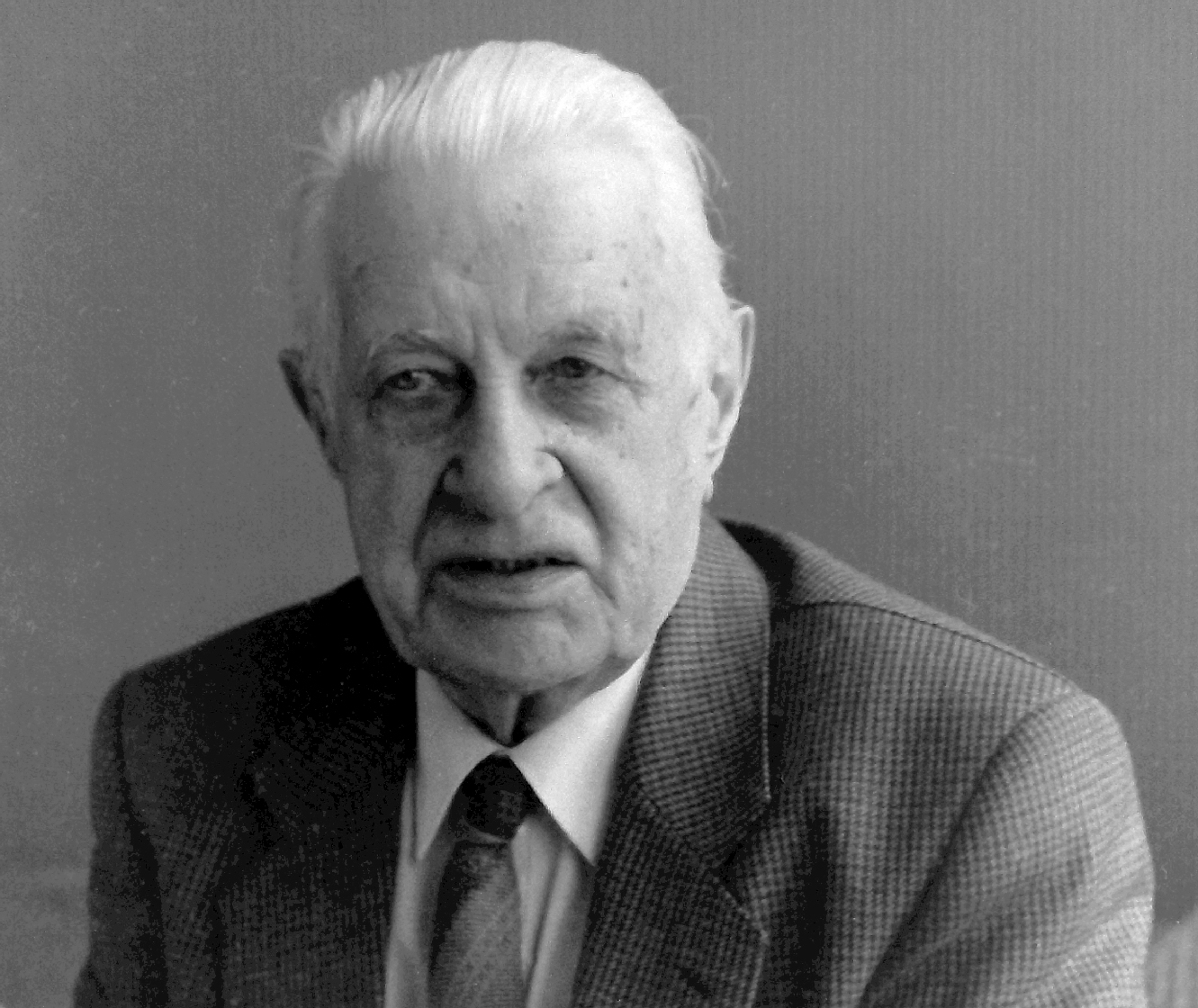
Alfred Tode, 1986

Alfred Heinrich Otto Tode (* 11. August 1900  in Lübeck; † 4. Mai 1996 in Braunschweig) war ein deutscher Prähistoriker und von 1945 bis 1965 Direktor des Braunschweigischen Landesmuseums.

## Biografie
Tode besuchte von 1909 bis 1918 das Gymnasium Johanneum zu Lübeck, wo er im Juni 1918 gegen Ende des Ersten Weltkriegs das Abitur ablegte. Anschließend leistete er einen kurzen Wehrdienst bis Anfang 1919 ab und begann im selben Jahr das Studium der Geologie, Archäologie, Alten Geschichte sowie der Vor- und Frühgeschichte in Kiel, das er 1922 in Berlin mit der Promotion zum Dr. phil. als jüngster promovierter Prähistoriker im Deutschen Reich abschloss. Während seines Studiums wurde er Mitglied der AMV Albingia zu Kiel (im Sondershäuser Verband). Zwischen 1923 und 1936 widmete er sich der von ihm selbst entwickelten und erstmals angewandten archäologischen Landesaufnahme mit der systematischen Erfassung der vor- und frühgeschichtlichen Fundstellen von Schleswig-Holstein. Er führte sein Vorhaben mustergültig und beispielhaft für andere deutsche Regionen aus.
Bei einer Ausgrabung in Dahlhausen in Brandenburg lernte er 1923 die Tochter des Pfarrers kennen und heiratete sie 1925. Aus der Ehe mit seiner Frau Irmgard gingen 1926 und 1929 je ein Sohn und später zwei weitere Söhne und eine Tochter hervor.
Gegen Ende der Weimarer Republik und zu Beginn der Zeit des Nationalsozialismus geriet Tode mit Parteigängern der NSDAP aufgrund des aufkommenden Germanenkultes unter Prähistorikern aneinander. Nach der „Machtergreifung“ 1933 entließ der Kieler Gauleiter Alfred Tode, da er dessen archäologische Landesaufnahme als private Tätigkeit ansah.
Bei einer Rede von Alfred Tode auf einer vorgeschichtlichen Tagung in Ulm 1936 wurde der Ministerpräsident des Freistaats Braunschweig Dietrich Klagges auf ihn aufmerksam und berief ihn 1937 als Landesarchäologen nach Braunschweig (siehe Braunschweiger Landesarchäologe), wo er 1938 zum Dr. phil. habil. habilitiert wurde. Auf Todes Betreiben hin wurde der Borwall 1937 als erstes archäologisches Denkmal in Braunschweig unter Schutz gestellt. In Braunschweig baute Tode das Haus der Vorzeit als vorgeschichtliches Museum auf. Nach dem Willen der Nationalsozialisten sollte es ein Museum für germanische Archäologie sein, das im Sinne der nationalsozialistischen Ideologie die Kulturhöhe des Urgermanentums anpreist. Stattdessen stellten Tode und seine Mitarbeiter im Museum eher die indogermanische oder nordische Großsteingräberkultur dar. Außerdem betrieb Tode Lehrerbildung an der Pädagogischen Hochschule Braunschweig.
Während des Zweiten Weltkriegs wurde Alfred Tode eingezogen. Er nahm 1939 am Überfall auf Polen teil und war 1940 Teilnehmer des Westfeldzuges in Frankreich. Danach kehrte er nach Braunschweig zurück, um sich um den Schutz der Museen vor Bombardierungen zu kümmern. Todes Wohnung wurde 1944 bei einem Bombenangriff zerstört. Seine Familie war bereits nach Eilum am Elm evakuiert. Das von ihm aufgebaute Museum Haus der Vorzeit wurde beim Bombenangriff auf Braunschweig am 15. Oktober 1944 vollkommen zerstört. Die Bestände hatte er zuvor in Dörfer am Elm auslagern lassen. Sie bildeten nach dem Krieg den Grundstock der von Alfred Tode aufgebauten und 1959 in Wolfenbüttel eröffneten Abteilung für Vor- und Frühgeschichte des Braunschweigischen Landesmuseums. Anfang 1944 wurde er erneut zum Militärdienst berufen.

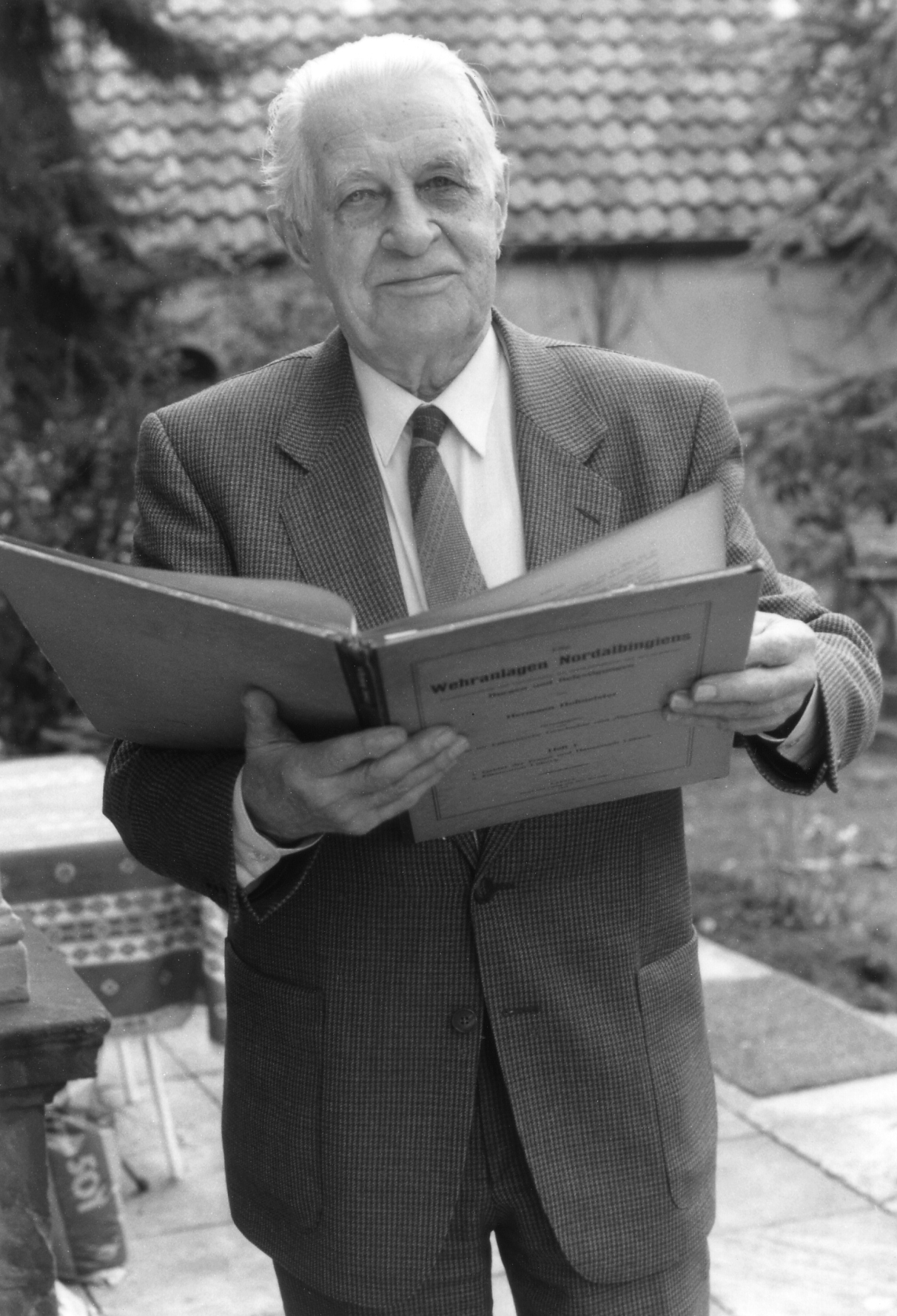
Alfred Tode mit dem Buch Die Wehranlagen Nordalbingiens, 1986

Nach dem Krieg wurde Alfred Tode, im Gegensatz zu vielen anderen seiner Kollegen, im Entnazifizierungsverfahren als unbelastet eingestuft. Bereits im Frühjahr 1945 berief man ihn zum Leiter des Braunschweigischen Landesmuseums. Das Amt hatte er bis zu seiner Pensionierung 1965 inne. An der Technischen Hochschule Braunschweig hatte er einen Lehrauftrag für Vor- und Frühgeschichte inne. 1970 gehörte er zu den Gründungsmitgliedern der Archäologischen Kommission für Niedersachsen.
Nach seiner Pensionierung war Alfred Tode von 1964 bis 1972 für die FDP Angehöriger des Rats der Stadt Braunschweig und zeitweise Vorsitzender des Kulturausschusses. Nebenamtlich leitete er ab 1955 das Vorgeschichtsmuseum in Bremen, das 1971 als Ludwig-Roselius-Museum Worpswede nach Worpswede umzog. Am Neubau und der Einrichtung des Museums war Tode maßgeblich beteiligt. Auch stand er lange der Bremer Gesellschaft für Vorgeschichte vor, deren Ehrenmitglied er bis zu seinem Tod blieb.

## Ausgrabungen
Neben seiner Museum- und Lehrtätigkeit war Alfred Tode ein aktiver Ausgräber. Durch seine Grabungstätigkeit gewann die Altsteinzeitforschung starke Impulse. Größere Bekanntheit in Niedersachsen erlangte er 1952 durch seine Ausgrabung des archäologischen Fundplatzes Salzgitter-Lebenstedt als mittelpaläolithisches Lager von Mammutjägern. Weitere Grabungen führte er etwa am Burgwall Vorsfelde (1946) und den Reitlingsbefestigungen (1954) durch. Alfred Tode widmete sich der Erforschung der jungsteinzeitlichen Steinkiste von Bredelem, dem Megalithgrab von Groß Steinum und dem Grab der Walternienburg-Bernburger Kultur bei Liebenburg. Weitere Forschungsschwerpunkte waren das Frühmittelalter und Burgen, wie die Ausgrabung der Kansteinburg.

## Veröffentlichungen (Auswahl)
- Kulturbilder aus der Vorgeschichte. In: Schleswig-Holsteinisches Jahrbuch (1924), S. 5–12.
- Das Schleswig-Problem im Lichte der Vorgeschichtsforschung. In: Schleswig-Holsteinisches Jahrbuch (1924), S. 20f.
- Prachtstücke urgeschichtlicher Werkkunst aus dem Kunstgewerbemuseum der Stadt Flensburg. In: Direktion des Kunstgewerbemuseums der Stadt Flensburg (Hrsg.): Festschrift aus Anlaß des 25jährigen Eröffnungstages des Museumsgebäudes am 19. August 1928. Verlag des Kunstgewerbemuseums der Stadt Flensburg, Flensburg 1928, S. 301–310.
- Gemeinsam mit Hermann Hofmeister: Die vorgeschichtlichen Denkmäler im Lübeckischen Staatsgebiet.  M. Schmidt-Römhild, Lübeck 1930, DNB 573815992.
- Urgeschichte von Schleswig-Holstein, Hamburg und Lübeck. J.J. Augustin, Glückstadt 1933/1934.
  - Band 1: Das Land. 1933, DNB 368469840.
  - Band 2: Ältere Steinzeit. 1934, DNB 368469859
  - Band 3: Frühe Nacheiszeit.
- Niederdeutschland. Leben und Forschung. Deutsche Volksbücherei, Goslar 1948, DNB 453579515.
- Die Ausgrabungen im mittelalterlichen Schulenrode bei Harzburg. (illustrierte Broschüre). Harzburg 1950.
- Mammutjäger vor 100000 Jahren. Natur und Mensch in Nordwestdeutschland zur letzten Eiszeit auf Grund der Ausgrabungen bei Salzgitter-Lebenstedt. Appelhans, Braunschweig 1954, DNB 455081182.
- Der altsteinzeitliche Fundplatz Salzgitter-Lebenstedt. Böhlau, Köln 1982, ISBN 3-412-10982-7.